# 열대 식물

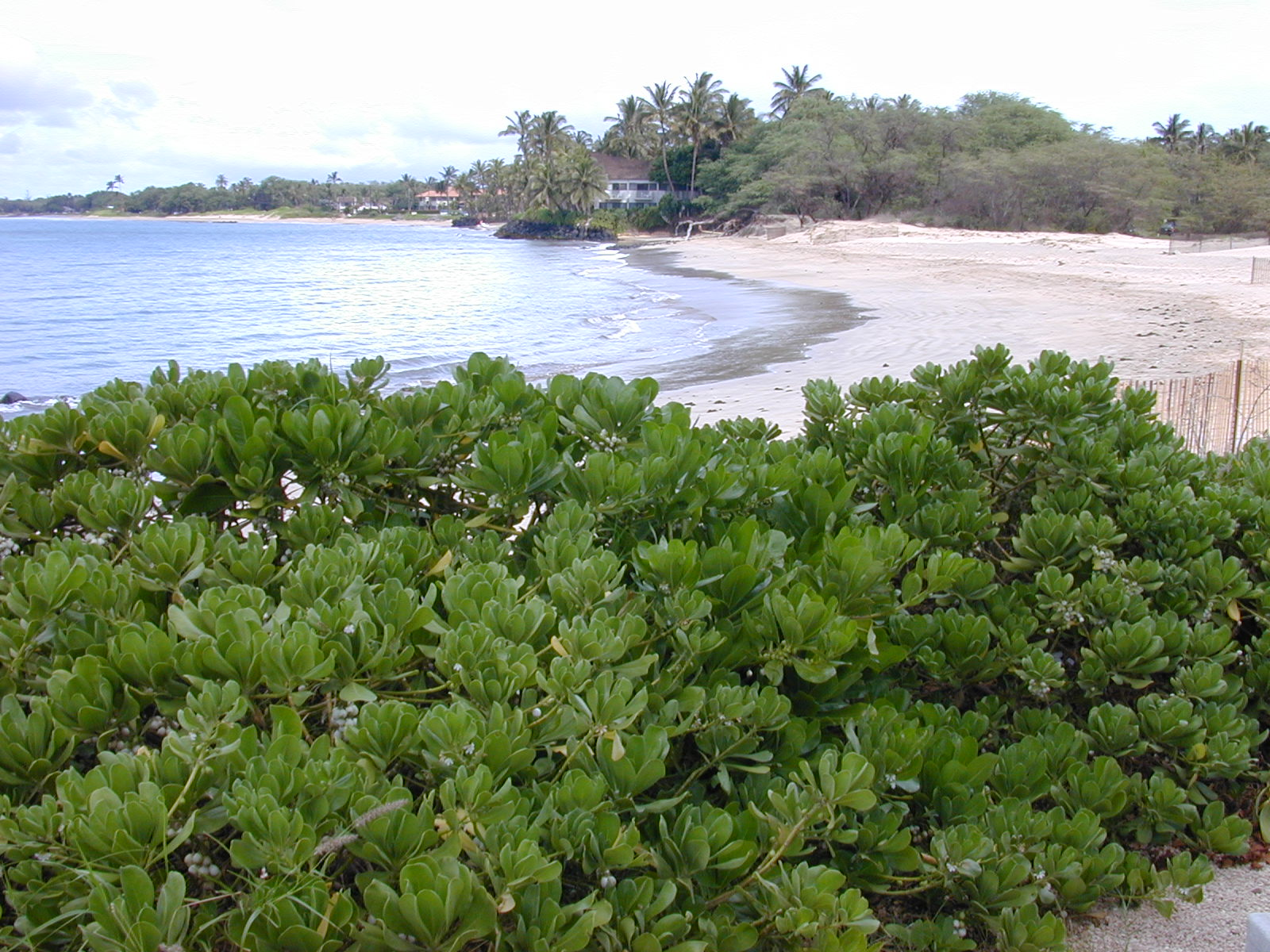
마우이 해안에 자라는 관목 스케볼라 타카다

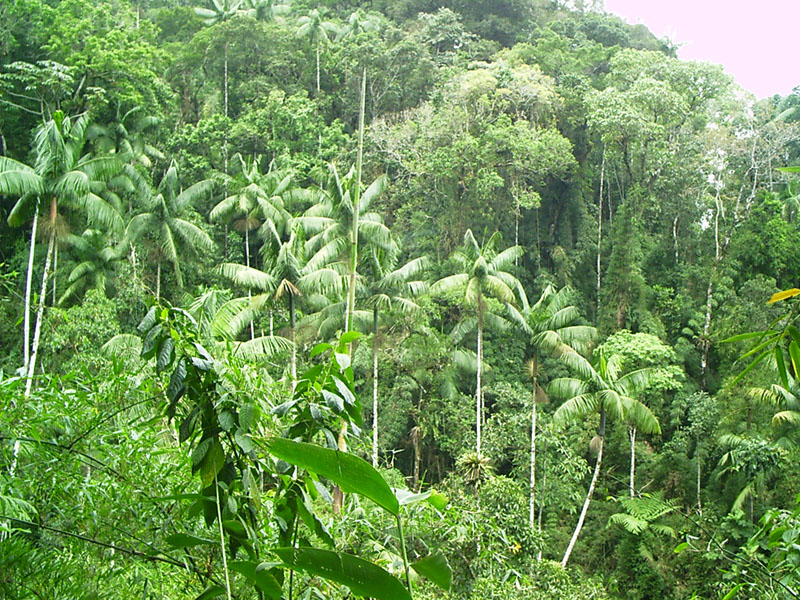
브라질 이타티아이아 국립공원의 빽빽한 열대 우림

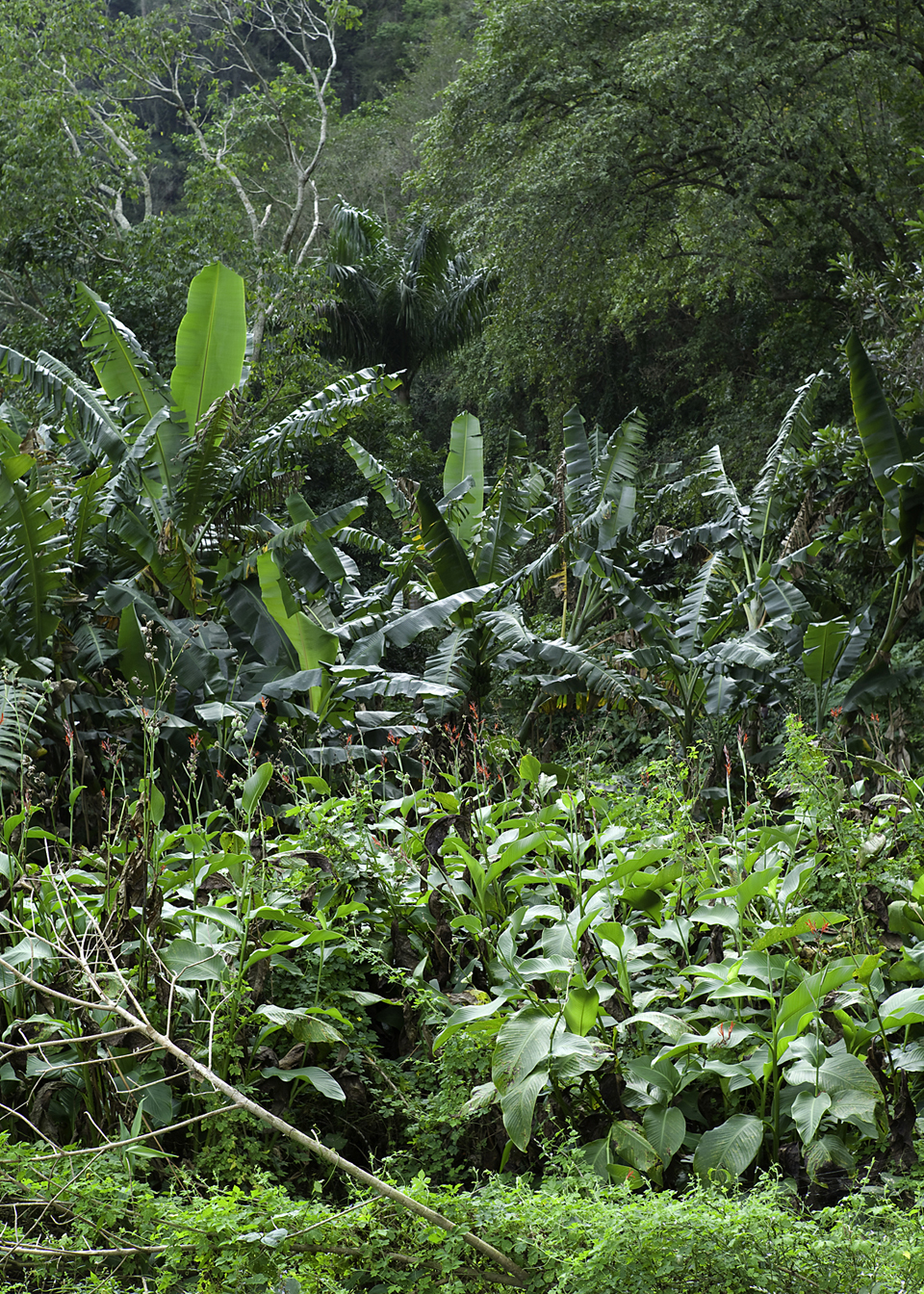
쿠바의 전형적인 카리브해 숲

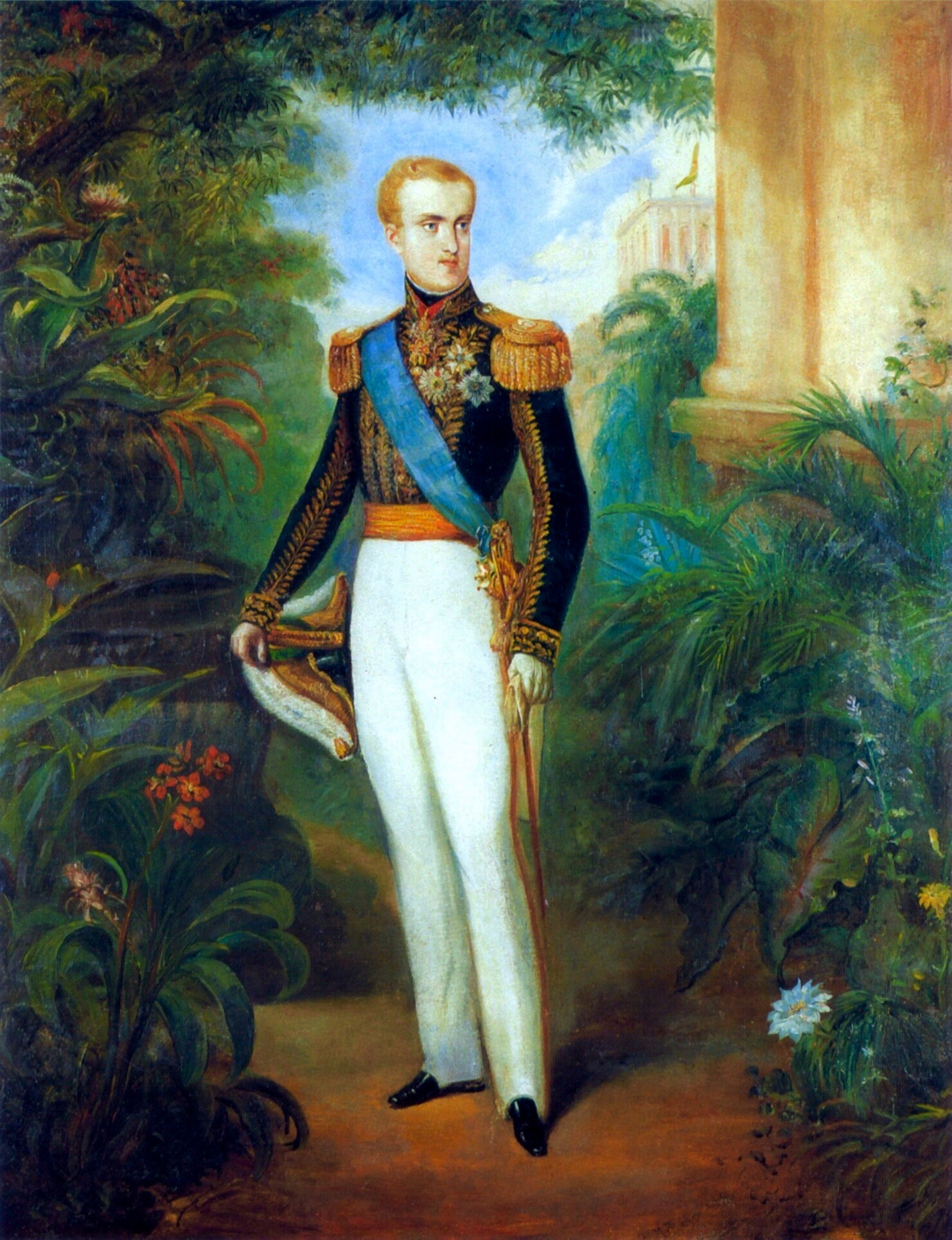
퀸타 다 보아 비스타 공원의 열대 식물을 배경으로 한 페드루 2세의 초상. 1846년 작품.

열대 식물은 열대 기후를 보이는 저위도의 모든 식생을 가리키는 말이다. 열대는 일년 내내 온난한 기후를 보여 다른 지역보다 다양한 생물들이 살고 있다. 열대는 지역에 따라 일년 내내 많은 비가 내리는 열대 우림과 같은 곳도 있고, 건기와 우기가 교차하는 지역도 있다. 마다가스카르 가시 숲은 매우 긴 건기에 적응한 특색있는 모습을 보인다.

## 특징
일반적으로 "열대 식물"은 무성한 열대 우림을 떠올리게 되지만, 열대 기후에 있는 모든 식생이 그와 같다고 정의할 수는 없다. 식생의 형성에는 기후 외에도 토양의 양분과 같은 자연적 요소와 화전 경작이나 벌채로 인한 탈산림화와 같은 인위적 요인이 크게 영향을 미친다. 열대 식물의 식생은 유형에 따라 다음과 같이 구분할 수 있다.

### 열대 우림
열대 우림은 일년 내내 온난하고 비가 많이 내리는 곳에 형성된 숲이다. 높은 생물 다양성을 보이며 저마다 독특한 고유종이 살고 있는 경우가 많다. 지구상에 살고 있는 모든 동식물 종의 절반 가량이 열대 우림에 살고 있으며, 속씨식물의 경우 약 3분의 2가 열대 우림에서 발견된다.
열대 우림의 층상구조는 높이 자라는 교목과 그 아래에서 자라는 빽빽하게 들어서는 높이 5-10 m 사이의 나무들, 그 밑으로 이제 새롭게 자라나는 어린 나무들이 있고, 그 아래로 작은 관목과 초본식물이 들어서며 제일 밑으로 각종 풀들과 이끼, 양치류와 같이 바닥을 덮어나가는 식물들의 5개 층으로 나눌 수 있다. 위쪽의 나무들은 적당한 거리를 두고 가지를 펼쳐 넓은 영역을 덮는 임관(林冠)을 형성하지만, 숲 바닥은 햇빛과 공기의 이동이 거의 없고 보다 식생의 밀도가 높다.
대표적인 열대 우림으로는 아마존 우림, 콩고 분지와 같은 곳들이 있고, 마다가스카르와 같은 곳은 뚜렷한 건기로 가시숲과 건지 낙옆수림과 같은 독특한 생태계를 이룬다. 아시아에서는 인도의 나가라홀 국립공원이나 보르네오섬의 구눙 물루 국립공원과 같은 열대 우림들이 있다.

### 열대 습윤활엽수림
열대 습윤 활엽수림은 뚜렷한 건기가 있는 열대 기후에서 형성되는 숲이다. 연간 강수량은 1,000 mm 이상으로 많은 편이지만 건기가 있기 때문에 식생이 이에 맞추어 적응하였다. 콩고강 유역을 가로질러 뻗어 있는 넓은 고지대에는 열대 습윤 활엽수림이 펼쳐져 있고 인도, 인도차이나반도 등의 계절풍 지대도 건기에 적응한 열대 계절림이 형성되어 있다.

### 열대 건조활엽수림
열대 건조활엽수림은 건기가 특별히 길어 나무가 듬성듬성 자라는 숲이다. 타이 고원의 피판남 산지는 대나무와 티크나무로 이루어진 수림이 형성되어 있다. 열대 건조활여수림은 열대 우림에 비해서 생물다양성이 떨어지지만 다양한 야생 동물의 서식지로서 중요성이 크다.

### 열대 초원, 사바나, 관목 지대
열대·아열대 초원·사바나·관목지는 열대 지방의 넓은 지역을 차지하며, 주로 경엽수를 포함한 낮은 관목과 초원으로 이루어져 있다. 대표적인 곳으로 잠비아와 앙골라의 서부 잠베지아 초원, 오스트레일리아의 에이나슬레이 고지대, 미국의 에버글레이즈와 같은 곳이 있다. 지역에 따라 아카시아, 바오밥나무와 같은 나무들이 자란다.

## 같이 보기
- 생태지역

## 참고 문헌
- Archibold, O. W. Ecology of World Vegetation. New York: Springer Publishing, 1994.
- Barbour, M.G, J.H. Burk, and W.D. Pitts. "Terrestrial Plant Ecology". Menlo Park: Benjamin Cummings, 1987.
- Breckle, S-W. Walter's Vegetation of the Earth. New York: Springer Publishing, 2002.
- Van der Maarel, E. Vegetation Ecology. Oxford: Blackwell Publishers, 2004.
- Geoff Tracey The Vegetation of the Humid Tropical Region of North Queensland. Australia: CSIRO 1982.
- Stork, N. E. & Turton, Stephen M.  (2008).  Living in a dynamic tropical forest landscape.  Malden, MA :  Blackwell Pub.
- Leonard Webb A Physiognomic Classification of Australian Rain Forests Journal of Ecology Vol. 47, No. 3, pp. 551-570 (British Ecological Society), 1959